# Егиндибулак (Абайская область)
Егиндибулак (каз. Егіндібұлақ) — село в Аксуатском районе Абайской области Казахстана. Входит в состав Кызылкесекского сельского округа. Код КАТО — 635855200.

## Население
В 1999 году население села составляло 244 человека (128 мужчин и 116 женщин). По данным переписи 2009 года, в селе проживали 74 человека (38 мужчин и 36 женщин).